# Campionato europeo di baseball 1989
Il campionato europeo di baseball 1989 è stato la ventunesima edizione del campionato continentale. Si svolse a Parigi, in Francia, dal 1° al 10 settembre, e fu vinto dall’Italia, alla sua sesta affermazione in ambito europeo.

## Squadre partecipanti
- Belgio
- Francia
- Germania Ovest
- Italia

- Paesi Bassi
- Regno Unito
- Spagna
- Svezia

## Risultati

### Gruppo A
|    | Team        | V - P | Pf - Ps | %     |
| -- | ----------- | ----- | ------- | ----- |
| 1. | Paesi Bassi | 3 - 0 | 54 - 1  | 1.000 |
| 2. | Svezia      | 2 - 1 | 12 – 25 | 0.667 |
| 3. | Belgio      | 1 - 2 | 13 - 16 | 0.333 |
| 4. | Regno Unito | 0 - 3 | 11 – 48 | 0.000 |

| Parigi 1989 | Belgio | 0 – 3 | Paesi Bassi |  |

| Parigi 1989 | Regno Unito | 0 – 35 | Paesi Bassi |  |

| Parigi 1989 | Regno Unito | 4 – 5 | Svezia |  |

| Parigi 1989 | Belgio | 5 – 6 | Svezia |  |

| Parigi 1989 | Belgio | 8 – 7 | Regno Unito |  |

| Parigi 1989 | Paesi Bassi | 16 – 1 | Svezia |  |

### Gruppo B
|    | Team           | V - P | Pf - Ps | %     |
| -- | -------------- | ----- | ------- | ----- |
| 1. | Italia         | 3 - 0 | 46 - 7  | 1.000 |
| 2. | Spagna         | 2 - 1 | 36 – 12 | 0.667 |
| 3. | Francia        | 1 - 2 | 14 – 38 | 0.333 |
| 4. | Germania Ovest | 0 - 3 | 17 - 56 | 0.000 |

| Parigi 1989 | Spagna | 0 – 7 | Italia |  |

| Parigi 1989 | Francia | 3 – 15 | Italia |  |

| Parigi 1989 | Germania Ovest | 4 – 24 | Italia |  |

| Parigi 1989 | Francia | 10 – 9 | Germania Ovest |  |

| Parigi 1989 | Spagna | 14 – 1 | Francia |  |

| Parigi 1989 | Spagna | 22 – 4 | Germania Ovest |  |

### Girone 1º/4º posto
|    | Team        | V - P | Pf - Ps | %     |
| -- | ----------- | ----- | ------- | ----- |
| 1. | Paesi Bassi | 3 - 0 | 45 – 4  | 1.000 |
| 2. | Italia      | 2 - 1 | 21 – 15 | 0.667 |
| 3. | Spagna      | 1 - 2 | 12 – 27 | 0.333 |
| 4. | Svezia      | 0 - 3 | 7 – 39  | 0.000 |

| Parigi 1989 | Spagna | 1 – 14 | Paesi Bassi |  |

| Parigi 1989 | Italia | 2 – 15 | Paesi Bassi |  |

| Parigi 1989 | Spagna | 11 – 6 | Svezia |  |

| Parigi 1989 | Italia | 12 – 0 | Svezia |  |

### Girone 5º/8º posto
|    | Team           | V - P | Pf - Ps | %     |
| -- | -------------- | ----- | ------- | ----- |
| 1. | Belgio         | 4 - 2 | 65 – 35 | 0.667 |
| 2. | Francia        | 4 - 2 | 56 – 50 | 0.667 |
| 3. | Regno Unito    | 3 - 3 | 42 – 56 | 0.500 |
| 3. | Germania Ovest | 1 - 5 | 41 – 63 | 0.167 |

| Parigi 1989 | Belgio | 2 – 3 | Francia |  |

| Parigi 1989 | Belgio | 5 – 9 | Regno Unito |  |

| Parigi 1989 | Francia | 7 – 9 | Germania Ovest |  |

| Parigi 1989 | Regno Unito | 8 – 6 | Germania Ovest |  |

| Parigi 1989 | Regno Unito | 8 – 7 | Germania Ovest |  |

| Parigi 1989 | Belgio | 12 – 2 | Regno Unito |  |

| Parigi 1989 | Francia | 14 – 4 | Regno Unito |  |

| Parigi 1989 | Francia | 16 – 6 | Regno Unito |  |

| Parigi 1989 | Belgio | 18 – 8 | Germania Ovest |  |

| Parigi 1989 | Belgio | 20 – 6 | Francia |  |

### Finale 3º/4º posto
| Parigi 1989 | Svezia | 4 – 5 | Spagna |  |

| Parigi 1989 | Spagna | 11 – 12 | Svezia |  |

| Parigi 1989 | Spagna | 18 – 9 | Svezia |  |

### Finale 1º/2º posto
| Parigi 1989 | Italia | 7 – 5 | Paesi Bassi |  |

| Parigi 1989 | Italia | 8 – 6 | Paesi Bassi |  |

| Parigi 1989 | Paesi Bassi | 10 – 6 | Italia |  |

## Classifica finale
| Campione d'Europa | Campione d'Europa | Campione d'Europa |
| ----------------- | ----------------- | ----------------- |
| Italia            |                   |                   |
| Argento           | Paesi Bassi       |                   |
| Bronzo            | Spagna            |                   |
| 4.                | Svezia            |                   |
| 5.                | Francia           |                   |
| 6.                | Belgio            |                   |
| 7.                | Regno Unito       |                   |
| 8.                | Germania Ovest    |                   |